# IYogi
iYogi è una società di supporto tecnico in remoto con sede a Gurgaon, India, con clienti negli Stati Uniti, nel Regno Unito, negli Emirati Arabi Uniti, in Australia, Canada, Bahrain, Kuwait, Oman, Qatar, Saudi Arabia, e India.
La società fornisce supporto tecnico basato su abbonamenti per computer, periferiche e software. A partire dal 2011 la compagnia ha iniziato il supporto per sistemi operativi mobili tra cui iOS.

## Storia
iYogi è stata co-fondata da Uday Challu e Vishal Dhar nel 2007.
iYogi impiega oltre 6 000 persone nello staff tecnologico sulla propria piattaforma iMantra.
Tra i fondi di venture capital che hanno investito nella società compaiono Sequoia Capital, Draper Fisher Jurvetson,Canaan Partners, SAP Ventures, e SVB India Capital Partners.
Nel 2009 la società ha acquisito la Clean Machine Inc., con sede nello Utah e nominato il fondatore di quest'ultima come presidente vendite.

## Clienti
iYogi sostiene di avere oltre 2,5 milioni di utenti in 10 paesi. Non ci sono recensioni contrastanti dei propri clienti, che vanno da un estremo all'altro.